# Meyrieu-les-Étangs
Meyrieu-les-Étangs là một xã thuộc tỉnh Isère trong vùng Rhône-Alpes đông nam nước Pháp. Xã này nằm ở khu vực có độ cao trung bình 390 mét trên mực nước biển. Theo điều tra dân số năm 1999 của INSEE có dân số là 725 người.

## Thông tin nhân khẩu
| Năm | 1962 | 1968 | 1975 | 1982 | 1990 | 1999 |
| --- | ---- | ---- | ---- | ---- | ---- | ---- |
| Dân số | 377  | 423  | 416  | 495  | 551  | 725  |
| From the year 1968 on: No double counting—residents of multiple communes (e.g. students and military personnel) are counted only once. |      |      |      |      |      |      |